# Trofeo Laigueglia 2018
La 55.ª edición de la clásica ciclista Trofeo Laigueglia fue una carrera en Italia que se celebró el 11 de febrero de 2018 sobre un recorrido de 203,7 kilómetros con inicio y final en la ciudad de Laigueglia.
La carrera hizo parte del UCI Europe Tour 2018, dentro de la categoría 1.HC.
La carrera fue ganada por el corredor italiano Moreno Moser de la selección nacional de Italia, en segundo lugar Paolo Totò (Sangemini-MG.Kvis) y en tercer lugar Matteo Busato (Wilier Triestina-Selle Italia).

## Equipos participantes
Tomaron parte en la carrera 22 equipos: 1 de categoría UCI WorldTeam; 13 de categoría Profesional Continental; y 7 de categoría Continental y la selección nacional de Italia. Formando así un pelotón de 154 ciclistas de los que acabaron 42. Los equipos participantes fueron:
| WorldTeam- AG2R La Mondiale Equipos continentales profesionales (13)- Androni Giocattoli-Sidermec - Aqua Blue Sport - Bardiani CSF - CCC Sprandi Polkowice - Delko-Marseille Provence-KTM - Fortuneo-Samsic - Gazprom-RusVelo - Israel Cycling Academy - Nippo-Vini Fantini-Europa Ovini - Wanty-Groupe Gobert - WB-Aqua Protect-Veranclassic - Wilier Triestina-Selle Italia - Vérandas Willems-Crelan Equipos continentales (7)- Amore & Vita-Prodir - Biesse Carrera Gavardo - D'Amico-Utensilnord - MsTina-Focus - Sangemini-MG.Kvis - Virtu Cycling - Vorarlberg-Santic Equipo nacional- Italia |
| |

## Clasificación final
- Las clasificaciones finalizaron de la siguiente forma:[3]

| \| Clasificación general \| Clasificación general \| Clasificación general \| Clasificación general \| Clasificación general \| \| Ciclista \| Ciclista \| Equipo \| Tiempo \| \| \| --------------------- \| --------------------- \| ------------------------------- \| --------------------- \| --------------------- \| \| 1.º \| Moreno Moser \| Italia \| 5 h 10 min 50 s \| \| \| 2.º \| Paolo Totò \| Sangemini-MG.Kvis-Vega \| + 43 s \| \| \| 3.º \| Matteo Busato \| Wilier Triestina-Selle Italia \| + 43 s \| \| \| 4.º \| Nicola Bagioli \| Nippo-Vini Fantini-Europa Ovini \| + 43 s \| \| \| 5.º \| Francesco Gavazzi \| Androni Giocattoli-Sidermec \| + 43 s \| \| \| 6.º \| Kasper Asgreen \| Virtu Cycling \| + 43 s \| \| \| 7.º \| Romain Combaud \| Delko-Marseille Provence-KTM \| + 43 s \| \| \| 8.º \| Roland Thalmann \| Team Vorarlberg-Santic \| + 43 s \| \| \| 9.º \| Ben Hermans \| Israel Cycling Academy \| + 43 s \| \| \| 10.º \| Fausto Masnada \| Androni Giocattoli-Sidermec \| + 48 s \| \| \| 11.º \| Quentin Jauregui \| AG2R La Mondiale \| + 58 s \| \| \| 12.º \| Mauro Finetto \| Delko-Marseille Provence-KTM \| + 1 min 12 s \| \| \| 13.º \| Gianluca Brambilla \| Italia \| + 2 min 21 s \| \| \| 14.º \| Silvan Dillier \| AG2R La Mondiale \| + 2 min 37 s \| \| \| 15.º \| Simone Andreetta \| Bardiani CSF \| + 2 min 37 s \| \| |                    |                                 |                 |
| |                    |                                 |                 |
| Fuente: ProCyclingStats |                    |                                 |                 |
| Clasificación general |                    |                                 |                 |
| Ciclista | Ciclista           | Equipo                          | Tiempo          |
| 1.º | Moreno Moser       | Italia                          | 5 h 10 min 50 s |
| 2.º | Paolo Totò         | Sangemini-MG.Kvis-Vega          | + 43 s          |
| 3.º | Matteo Busato      | Wilier Triestina-Selle Italia   | + 43 s          |
| 4.º | Nicola Bagioli     | Nippo-Vini Fantini-Europa Ovini | + 43 s          |
| 5.º | Francesco Gavazzi  | Androni Giocattoli-Sidermec     | + 43 s          |
| 6.º | Kasper Asgreen     | Virtu Cycling                   | + 43 s          |
| 7.º | Romain Combaud     | Delko-Marseille Provence-KTM    | + 43 s          |
| 8.º | Roland Thalmann    | Team Vorarlberg-Santic          | + 43 s          |
| 9.º | Ben Hermans        | Israel Cycling Academy          | + 43 s          |
| 10.º | Fausto Masnada     | Androni Giocattoli-Sidermec     | + 48 s          |
| 11.º | Quentin Jauregui   | AG2R La Mondiale                | + 58 s          |
| 12.º | Mauro Finetto      | Delko-Marseille Provence-KTM    | + 1 min 12 s    |
| 13.º | Gianluca Brambilla | Italia                          | + 2 min 21 s    |
| 14.º | Silvan Dillier     | AG2R La Mondiale                | + 2 min 37 s    |
| 15.º | Simone Andreetta   | Bardiani CSF                    | + 2 min 37 s    |

## UCI World Ranking
El Trofeo Laigueglia otorga puntos para el UCI Europe Tour 2018 y el UCI World Ranking, este último para corredores de los equipos en las categorías UCI WorldTeam, Profesional Continental y Equipos Continentales. Las siguientes tablan muestran el baremo de puntuación y los 10 corredores que obtuvieron más puntos:
| Posición              | 1.ª | 2.ª | 3.ª | 4.ª | 5.ª | 6.ª | 7.ª | 8.ª | 9.ª | 10.ª | 11.ª | 12.ª | 13.ª | 14.ª | 15.ª | 16.ª-29.ª | 31.ª-40.ª |
| Clasificación general | 200 | 150 | 125 | 100 | 85  | 70  | 60  | 50  | 40  | 35   | 30   | 25   | 20   | 15   | 10   | 5         | 3         |

| 1.º  | Moreno Moser      | Selección de Italia             | 200 |
| 2.º  | Paolo Totò        | Sangemini-MG.Kvis-Vega          | 150 |
| 3.º  | Matteo Busato     | Wilier Triestina-Selle Italia   | 125 |
| 4.º  | Nicola Bagioli    | Nippo-Vini Fantini-Europa Ovini | 100 |
| 5.º  | Francesco Gavazzi | Androni Giocattoli-Sidermec     | 85  |
| 6.º  | Kasper Asgreen    | Virtu Cycling                   | 70  |
| 7.º  | Romain Combaud    | Delko Marseille Provence KTM    | 60  |
| 8.º  | Roland Thalmann   | Vorarlberg-Santic               | 50  |
| 9.º  | Ben Hermans       | Israel Cycling Academy          | 40  |
| 10.º | Fausto Masnada    | Androni Giocattoli-Sidermec     | 35  |